# Ильюченко, Станислав
Станислав Ильюченко (нем. Stanislav Iljutcenko; род. 13 августа 1990, Яшалта, Калмыцкая АССР, СССР) — российский и немецкий футболист, нападающий южнокорейского клуба «Сувон Самсунг Блюуингз».

## Биография
Родился в СССР в калмыцком селе Яшалта. В возрасте 5 лет переехал в Германию. Карьеру начал в любительском клубе «Вестфалия» (Рюнерн) в 2011 году, который выступал в немецкой Оберлиге. В июле 2013 года перешёл в «Оснабрюк» из третьей Бундеслиги.
1 июля 2015 года подписал контракт с клубом «Дуйсбургом». Дебютировал за команду 24 июля 2015 года в первом туре второй Бундеслиги против «Кайзерслаутерна». По итогам сезона 2015/16 команда вылетела из второй Бундеслиги, однако на следующий год, выиграв третью Бундеслигу, вновь вернулась во второй дивизион.
В июне 2019 года подписал 1,5-летний контракт с южнокорейским клубом «Пхохан Стилерс», за который дебютировал 6 июля.
18 января 2021 года подписал контракт с клубом «Чонбук Хёндэ Моторс». Дебютировал 27 февраля в матче 1-го тура чемпионата против «Сеула», выйдя на замену во втором тайме. По итогам сезона-2021 вместе с командой стал победителем чемпионата Республики Корея.
12 июля 2022 года игрок подписал контракт с южнокорейским клубом «Сеул» и в первом же матче за новый клуб против «Тэгу» отметился голом. 21 августа оформил дубль в матче против «Соннама».
Также стал обладателем национального кубка 2021/22, сыграв за триумфатора, «Чонбук», в 1/8 финала и четвертьфинале. В финале «Чонбук» одолел новый клуб Ильюченко — «Сеул»; сам игрок также принял участие в матче в составе столичной команды.
3 апреля 2024 года в матче чемпионата против «Кимчхон Санму» (5:1) забил два гола и отдал две голевые передачи.
31 июля 2024 года поучаствовал в товарищеском матче «Всех звёзд Кей-лиги» против «Тоттенхэма», в котором забил два гола (3:4).
В сезоне-2024 стал вторым лучшим бомбардиром Кей-лиги (14 голов) и попал в символическую сборную сезона в Корее по версии статистического портала Sofascore.
В январе 2025 года перешёл в «Сувон Самсунг Блюуингз», выступающий во втором по силе дивизионе Южной Кореи.

## Достижения
«Дуйсбург»
- Победитель Третьей лиги Германии: 2016/17.
- Обладатель Кубка Нижнего Рейна: 2016/17.
- Обладатель Кубка Нижней Саксонии: 2014/15.

«Чонбук Хёндэ Моторс»
- Чемпион Кей-лиги 1: 2021.
- Обладатель Кубка Кореи: 2021/22[8].